# Basili I el Macedoni
Basili I el Macedoni (grec medieval: Βασίλειος ὁ Μακεδών, Vassílios o Makedon; nascut el 811, el 830, el 835 o el 836 i mort el 29 d'agost del 886) fou emperador romà d'Orient entre el 867 i el 886 com a primer emperador de la dinastia macedònia. Va ascendir al tron guanyant-se la confiança de l'emperador Miquel III i matant-lo, cosa que va ser ben acceptada, ja que, a diferència d'aquell, es va preocupar pels assumptes d'Estat. Va ser l'iniciador d'una nova dinastia de la qual ell mateix va promoure la invenció d'uns orígens nobles que no tenia.

## Procedència
Es diu que descendia d'un príncep arsàcida de Pàrtia que havia rebut terres a Tràcia de l'emperador Lleó I. El seu pare però, si és que l'origen esmentat era veritat (cosa improbable), era un petit propietari i la família havia perdut la major part de les seves terres. La mare es diu que era descendent de Constantí el Gran, cosa probablement també simple propaganda.
Molt jove fou fet presoner pels búlgars i fou educat com un esclau. Fou rescatat uns anys després i quan va arribar a Constantinoble va entrar a l'església de Sant Diòmedes, on va cridar l'atenció d'un monjo que el va presentar a Teòfil el Petit, cosí de l'emperador Teòfil (829-842), que com que era petit d'alçada es rodejava de servidors alts, i va agafar a Basili al seu servei, i el va casar amb una vídua rica de Patres anomenada Maria. Mercès a la fortuna d'ella va poder comprar moltes terres a Macedònia d'on li va venir el seu sobrenom de Macedoni (la propaganda va atribuir aquest nom fins i tot a una suposada descendència d'Alexandre el Gran de Macedònia).

## Al servei de Miquel III
Després va servir amb Miquel III (842-867) que s'hi va fixar per la seva habilitat com a domador de cavalls i perquè va vèncer en combat singular un gegant búlgar que era considerat el millor lluitador del seu temps. Aviat es va guanyar la confiança de l'emperador i va ser el seu company, confident i finalment el 854 el va nomenar guàrdia personal (paracemomen). Basili estava casat llavors amb Maria, amb qui tenia un fill, Constantí, però la va repudiar per complaure l'emperador i es va casar amb Eudòxia Inguerina, amant de Miquel III (desembre del 865), el lloc de la qual el va ocupar Tecla, la germana de Basili (setembre del 866). Amb Eudòxia va tenir Lleó que després fou l'emperador Lleó VI (886-912).
La influència de Basili es va incrementar i va poder conspirar contra Bardes oncle de l'emperador, que havia estat nomenat cèsar i que fou assassinat en presència de Miquel. Poc després Basili fou fet august i va assolir l'administració de l'imperi mentre Miquel es dedicava al beure, les dones i altres ocupacions poc polítiques. El naixement de Lleó va ser celebrat per Miquel III com si fos fill seu (i potser ho era), amb curses de carros a l'hipòdrom, mentre que a Basili li recomanava que no anés lluint massa de ser cèsar.

## Emperador
Miquel va intentar restablir la seva autoritat però Basili el va fer matar el 24 de setembre del 867 i va assolir sol el poder. Aquella nit Miquel estava molt begut després d'un banquet al palau d'Àntim quan Basili, amb un petit grup de conspiradors van entrar (hi havia el seu pare, un germà seu anomenat Marí, el seu cosí Aileó i un altre home anomenat Joan de Càldia) i el va travessar amb l'espasa. Basili, que ja havia estat nomenat coemperador, va ser acceptat automàticament com a nou emperador. Immediatament va voler mostrar-se com un home religiós i va dedicar la seva corona a Crist. A diferència del seu antecessor, es va preocupar pels afers d'Estat, cosa que el va fer més acceptat.
A la Chronicum Salernitanum es diu que va enviar una carta enfadada a Lluís II d'Itàlia, recriminant-lo per haver usurpat el títol d'emperador continuant amb el problema dels dos emperadors.

## Problemes amb els paulicians i els àrabs
Basili es va aliar amb l'emperador Lluís II d'Itàlia contra els àrabs, i la seva flota va netejar l'Adriàtic de les seves incursions amb el què Lluís va poder eliminar l'Emirat de Bari en 871, aixecar el setge de Salerno en 872 i prendre Càpua en 873.
Com que el patriarca Foci havia causat desavinences religioses, Basili el va destituir immediatament i el va substituir per Ignasi. Va ordenar també un atac contra la secta dels paulicians, enviant Cristòfor, que els va derrotar i va matar el seu cap Crisocir el 872 a la batalla de Batis Ríax, prop de la seva capital de Tefrícia, que va quedar arrasada. Va forçar els àrabs, que s'havien aliat amb els paulicians i que havien fet progressos en el regnat de Miquel III, a aixecar el setge de Ragusa.
El 872, va acompanyar l'exèrcit a l'Àsia, va creuar l'Eufrates i va derrotar els àrabs en diverses batalles sobretot a Cilícia el 875.
El 877 va morir el patriarca Ignasi i per un cúmul de circumstàncies li va succeir Foci. Les victòries sobre els àrabs va encoratjar a Basili per expulsar-los del sud de la península Itàlica i Sicília. D'altra banda els àrabs de Creta estaven assetjant Calcis però foren derrotats amb grans pèrdues i part de la seva flota destruïda. Llavors Basili va enviar a l'exèrcit a Itàlia sota el comandament de Procopi i el seu lloctinent Lleó. Procopi va derrotar els àrabs conquerint l'Emirat de Tàrent en 880, però per gelosia Lleó va abandonar el seu cap al mig d'una batalla i Procopi va resultar mort. Els soldats van quedar desmoralitzats i van aconseguir amb prou feines sostenir les posicions. L'emperador va cridar el seu lloctinent, que fou mutilat i enviat a l'exili. El nou comandant en cap fou Esteve Maxenci, que va mostrar indicis d'incompetència i fou substituït el 885 per Nicèfor Focas. En una campanya Focas va expulsar els àrabs del sud d'Itàlia i a la mort de Lluís prenia el control de Bari.

## La dinastia macedònia
Amb ell es va iniciar una dinastia que es va anomenar macedònia. Per assegurar la continuació de la seva dinastia, el 869 va nomenar coemperador i successor al seu fill Constantí i el 870 va fer el mateix amb Lleó. El 879 es va morir el fill gran de Basili, Constantí, i va ocupar el seu lloc el segon fill, Lleó VI el Filòsof, mentre que el tercer, Alexandre era nomenat coemperador. Basili i Lleó no tenien bona relació perquè sempre va sospitar que no era fill seu. Una sèrie d'intrigues d'un tal Santabaren van estar a punt de portar a l'execució a Lleó per crims que no havia comès, però la falsedat de les acusacions fou descoberta per Basili just a temps i Santabaren fou castigat.
Els altres fills de Basili van ser:
- Esteve I, que va ser patriarca de Constantinoble, podria ser fill seu.
- Anna Porfirogènita, monja del convent de Santa Eufèmia a Pètrion.
- Helena Porfirogènita, monja del convent de Santa Eufèmia a Pètrion.
- Maria Porfirogènita, abadessa del convent de Santa Eufèmia a Pètrion.

## L'Eisagoge
Entre els seus mèrits cal destacar el sanejament de l'administració i la col·lecció de lleis coneguda com a Constituciones Basilicae (o simplement Basilica) que va acabar el seu fill Lleó i fou augmentada per Constantí Porfirogènit. La secció de la Basilica que es va fer durant el seu regnat s'anomena Eisagoge.

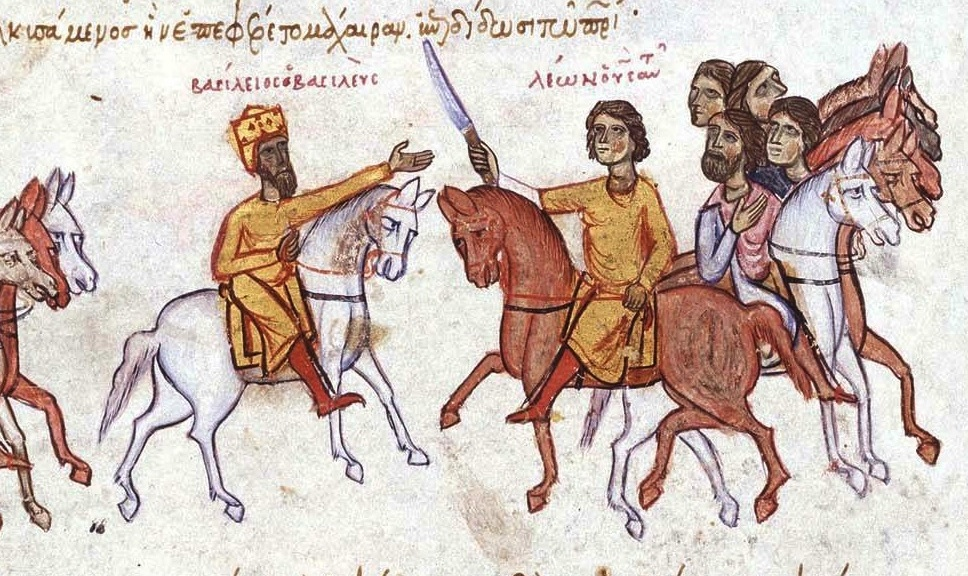
Basili I i seu fill Lleó.

## Mort i successió
El febrer del 886 Basili va quedar ferit durant una cacera i va morir de les ferides l'1 de març següent; mentre estava agonitzant va acusar el seu fill Lleó. Alguns patriarques van dubtar si creure el que deia Basili, però finalment van donar a Lleó per innocent i el va succeir com a nou emperador.